# جو ملفين
جو ملفين (بالإنجليزية: Joe Melvin)‏ هو صحفي أسترالي، ولد في 15 أغسطس 1852، وتوفي في 26 يونيو 1909.